# Mimarcaria aizoi
Mimarcaria aizoi is een tweekleppigensoort uit de familie van de Arcidae. De wetenschappelijke naam van de soort is voor het eerst geldig gepubliceerd in 1969 door Sakurai.